# Littleworth (Vale of White Horse)
Littleworth – wieś w Anglii, w hrabstwie Oxfordshire, w dystrykcie Vale of White Horse. Leży 22 km na południowy zachód od Oksfordu i 101 km na zachód od Londynu. W 2001 miejscowość liczyła 203 mieszkańców.